# 4176 Sudek
A 4176 Sudek (ideiglenes jelöléssel 1987 DS) a Naprendszer kisbolygóövében található aszteroida. Antonín Mrkos fedezte fel 1987. február 24-én.